# Mercedes-Benz LK
 (octobre 2015).
Si vous disposez d'ouvrages ou d'articles de référence ou si vous connaissez des sites web de qualité traitant du thème abordé ici, merci de compléter l'article en donnant les références utiles à sa vérifiabilité et en les liant à la section « Notes et références ».
Le Mercedes Benz LK est un camion lancé par Mercedes-Benz de 1983 à 1998. Il est élu Camion International de l'année en 1985. En 1997, le LK est remplacé par l'Atego.

## Caractéristiques

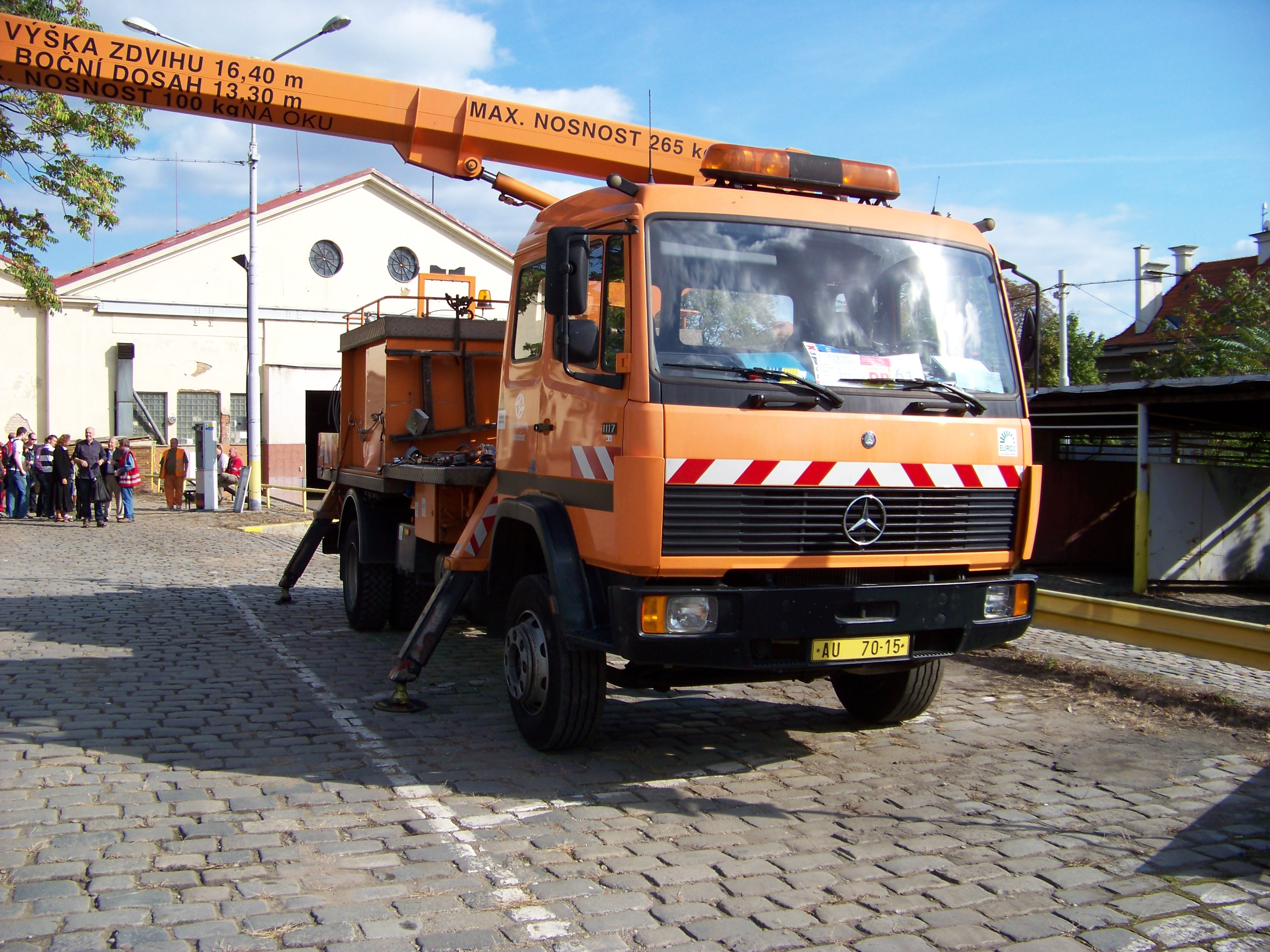
Mercedes-Benz LK 1117

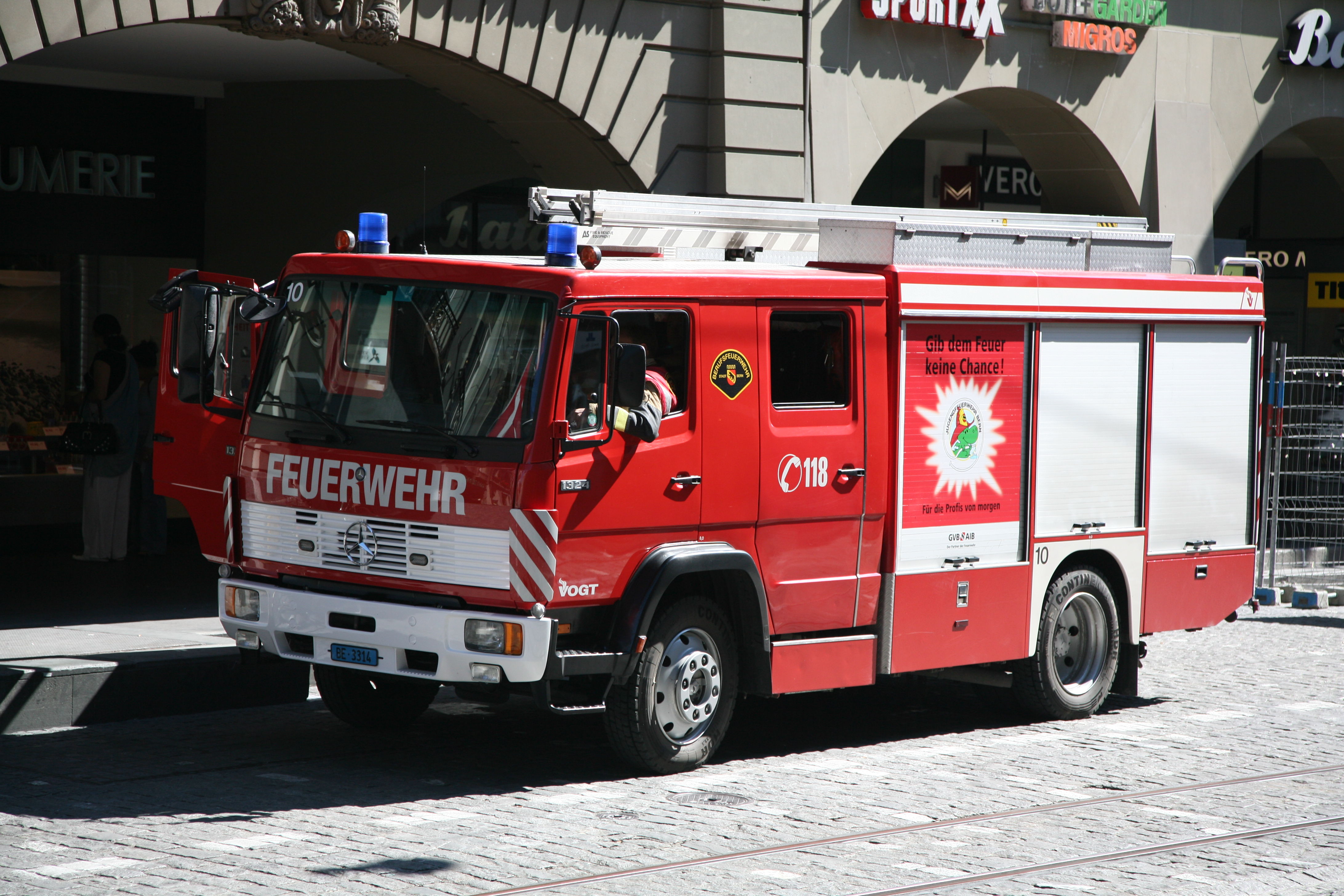
Mercedes-Benz LK 1324